# Chris Jagger (álbum)
Chris Jagger es el álbum debut homónimo del músico británico del mismo nombre. Fue publicado en septiembre de 1973 a través de Asylum Records.

## Recepción de la crítica
Un escritor no especificado de la revista Billboard escribió: “En el mejor de los casos, los arreglos roqueros y densos estilo Stones de este álbum hacen que el hermano pequeño de Mick suene asombrosamente como el otro Jagger. Pero Chris tiene algo que decir como compositor y debería estar presente por un tiempo”. Un escritor no especificado de la revista Record World comentó: “Las inevitables comparaciones con su hermano mayor Mick descubren que Chris tiene una gran cantidad de talento por derecho propio, con gran parte de la intensidad de Mick pero con un sonido general más melódico”. Un escritor no especificado de la revista Cash Box declaró: “Un álbum brillante y animado del talentoso hermano menor del cantante principal de los Stones, Mick, este LP muestra algunas influencias directas y una gran cantidad de material original que refleja una amplia gama de gustos musicales. [...] Las comparaciones obviamente serán numerosas, pero que se sepa que Chris está en algo muy personal y especial con estas canciones, todas menos una coescrita por él, y todo indica que escucharemos mucho de él en el futuro”.
Por otro lado, en su reseña inicial del álbum, Peter Reilly de Stereo Review le dio al álbum una reseña negativa, escribiendo: “Ya sabes de quién es el hermano que hace su debut aquí, en un álbum que me deja en un trance de indiferencia. Chris escribe todo su propio material, que es uniformemente frenético y está desactualizado desde hace cinco años. Se nos informa que se formó en la India, ‘aprendiendo las técnicas de respiración y escala’, pero todo lo que tiene para mostrar parece ser una breve ráfaga de actividad de sitar y guitarra en «King of the Fishes» y una letra—‘Oh this burnin' fever’—eso suena como un informe de peste”.
En una reseña en retrospectiva para AllMusic, Steve Kurutz calificó la interpretación de Chris como “notablemente excelente”, añadiendo: “Aunque Mick presta coros en algunas pistas, Chris hace mucho para demostrar su valía, ya que todas las pistas del álbum, excepto una, fueron escritas o coescritas por él. Canciones como «Let Me Down Easy» y «My Friend John» son tan contagiosas que casi parece criminal que el álbum no haya hecho más para promover la carrera del joven Jagger. Aunque la segunda mitad se desvía un poco hacia el cuasi espiritualismo de la época, en general el álbum es un esfuerzo de rock sólido que iguala, si no supera en calidad y originalidad, los álbumes de mediados de los años 1970 hechos por la banda de su famoso hermano”.

## Rendimiento comercial
Chris Jagger debutó en la lista Top LPs & Tape de la revista Billboard el 3 de noviembre de 1973 en el número 192; subió al número 186, su punto máximo, el 17 de noviembre.

## Lista de canciones
Todas las canciones escritas y compuestas por Chris Jagger y David Pierce, excepto donde esta anotado. 
| Lado uno |                             |          |  |
| N.º      | Título                      | Duración |  |
| 1.       | «Handful of Dust»           | 3:36     |  |
| 2.       | «My Friend John» (Jagger)   | 2:51     |  |
| 3.       | «Let Me Down Easy» (Jagger) | 5:01     |  |
| 4.       | «Going Nowhere»             | 3:06     |  |
| 5.       | «Something New» (Jagger)    | 3:56     |  |

| Lado dos |                                    |          |  |
| N.º      | Título                             | Duración |  |
| 1.       | «Riddle Song»                      | 2:38     |  |
| 2.       | «All Souls» (Jagger)               | 2:38     |  |
| 3.       | «King of the Fishes»               | 5:21     |  |
| 4.       | «Hold On»                          | 4:08     |  |
| 5.       | «Joy of the Ride» (Pierce, Watson) | 3:11     |  |

## Créditos y personal
Créditos adaptados desde las notas de álbum de Chris Jagger.
Lado uno
1. «Handful of Dust»
  - Chris Jagger – voz principal
  - Roger Earl – batería
  - John Uribe – guitarra bajo, guitarra líder, percusión
  - David Pierce – guitarra acústica
  - Bobby Keys – saxofón
  - Mick Jagger – coros
2. «My Friend John» (arr. por John Uribe)
  - Chris Jagger – voz principal y coros
  - Roger Earl – batería
  - John Uribe – guitarra bajo, guitarra acústica, percusión, coros
  - Michael O'Mardin – órgano
  - Don Poncher – percusión
  - Oliver Tobias – coros
3. «Let Me Down Easy» (arr. por John Uribe)
  - Chris Jagger – voz principal, pandereta
  - Don Poncher – batería
  - Pat Vegas – guitarra bajo
  - John Uribe – slide guitar, guitarra rítmica
  - Michael O'Mardin – piano
  - Pat Arnold & Elaine – coros
  - Claudia Linnear & Out the Other – coros
4. «Going Nowhere»
  - Chris Jagger – voz principal
  - Roger Earl – batería
  - John Uribe – guitarra bajo, percusión, guitarras
  - David Pierce – piano, guitarras
  - Bob Dent – violonchelo
  - Diane – percusión
5. «Something New»
  - Chris Jagger – voz principal, piano
  - Roger Earl – batería
  - Bob Griffith – guitarra bajo
  - John Uribe – guitarra rítmica y  líder
  - Ian Stewart – piano

Lado dos
1. «Riddle Song» 
  - Chris Jagger – voz principal
  - Mike Kellie – batería
  - John Uribe– guitarra bajo, efectos, percusión
  - David Pierce – piano, guitarra rítmica, efectos
2. «All Souls» 
  - Chris Jagger – voz principal
  - Roger Earl – batería
  - John Uribe – guitarra bajo, guitarra líder
  - Michael O'Mardin – piano
  - David Pierce – guitarra eléctrica y acústica
  - Elijah Horns – corno francés
3. «King of the Fishes» 
  - Chris Jagger – voz principal, flauta
  - Mike Kellie – batería
  - Brian Belshaw – guitarra bajo
  - Kevin Westlake – guitarra acústica
  - John Uribe – percusión, perilla girando
  - David Pierce – guitarra rítmica y líder
4. «Hold On» 
  - Chris  Jagger – voz principal
  - Don Poncher – batería, percusión
  - Dave Farrel – guitarra bajo
  - David Pierce – piano
  - Elijah Horns – corno francés
  - Pat Arnold & Elaine – coros
5. «Joy of the Ride» 
  - Chris  Jagger – voz principal
  - Roger Earl – batería
  - John Uribe – guitarra líder, guitarra bajo, percusión
  - David Pierce – guitarra acústica, piano eléctrico
  - Speedy – percusión

## Posicionamiento
| Gráfica (1973)                            | Pico de posición |
| ----------------------------------------- | ---------------- |
| Estados Unidos (Billboard Top LPs & Tape) | 186              |